# James Quinn
James Quinn (Estados Unidos, 9 de septiembre de 1906-12 de julio de 2004) fue un atleta estadounidense, especialista en la prueba de 4 x 100 m en la que llegó a ser campeón olímpico en 1928.

## Carrera deportiva
En los JJ. OO. de Ámsterdam 1928 ganó la medalla de oro en los relevos 4 x 100 metros, con un tiempo de 41.0 segundos que fue récord del mundo, llegando a meta por delante de Alemania (plata) y Reino Unido (bronce), siendo sus compañeros de equipo: Frank Wykoff, Charles Borah y Henry Russell.